# 今井陽子
今井 陽子（いまい ようこ、1975年4月1日 - ）は日本の女優、モデル。1990年モデルデビュー。青森県三沢市出身。八戸聖ウルスラ学院高等学校卒業。血液型はA型。身長166cm、スリーサイズはB82、W60、H88。

## 人物
1990年、高校在学中に、ファッション雑誌「Junie」（鎌倉書房発行、後に扶桑社発行となる）専属モデル募集に応募し、デビュー。
高校では、モデルや芸能活動禁止等の校則は特に制定されていなかったが、難色を示したため、協議の末、学業優先の条件付きでモデル活動を承諾。既婚。2004年には長男、2009年には長女を出産。2005年12月からは自身のブログを開設。

## テレビドラマ
- 私の青空（2000年、NHK）増田友子役
- やまとなでしこ（2000年、フジテレビ）武藤操役
- オヤジぃ。（2000年、TBS）温子役
- できちゃった結婚（2001年、フジテレビ）田中昌子役
- 元カレ（2003年、TBS）
- 夫婦。（2004年、TBS）照代役
- FIRE BOYS 〜め組の大吾〜（2004年、フジテレビ）
- 飛鳥へ、そしてまだ見ぬ子へ（2005年、フジテレビ）

## 映画
- ざわざわ下北沢（2000年）- 千明 役
- 釣りバカ日誌14 （2003年）
- 蒼い夏（2004年）

## 舞台
- リボンの騎士（1998年）
- 犬を使う女★★★スター誕生より★★★（1999年）
- ある豊かな生活（2002年）

## その他テレビ出演
- 世界・ふしぎ発見!（TBS）※ミステリーハンターとして15回出演（これは歴代13位の記録、2008年5月10日現在）
- お台場湾岸テレビ（2006年、フジテレビ） - 須藤真理子役

## CM
- トヨタ カローラ
- 京成電鉄 京成スカイライナー
- ミリオンカード
- さくら銀行
- P&G ウィスパー
- リクルート ゼクシィ
- プロトコーポレーション GOO
- 武田薬品工業
- NTTコミュニケーションズ
- 花王 アタック
- 理研ビタミン ノンオイルスーパードレッシング
- 日本メナード化粧品 薬用ビューネ
- 日本コダック
- Yahoo! Yahoo!BB
- P&G パンパース
- 第一製薬 システィナC
- ECC ECCジュニア
- 興和 キャベジンコーワS
- 花王 かびとりハイター

## テレビゲーム
- ALIVE（1998年、プレイステーション）カワダ・アツコ役